# Емайл
Вижте пояснителната страница за други значения на Емайл.
Емайлът е тънко стъкловидно покритие върху повърхността на метал, което се получава чрез високотемпературна обработка.
В художествената керамика емайли понякога се наричат непрозрачните, обикновено белите, блестящи глазури заради свойството им да покриват цвета на керамичното тяло.
В бита емайли се наричат практически всички стъкловидни покрития върху метали (емайлирани съдове, вани и т.н.).